# 卡美拉對宇宙怪獸拜拉斯
《卡美拉對宇宙怪獸拜拉斯》是1968年上映的日本電影，卡美拉系列電影的第四部。

## 登場怪獸
- 卡美拉
- 拜拉斯
- 身長:96m
- 體重:120噸

## 演員
- 島田伸彦：本郷功次郎
- 中谷正夫：高塚徹
- ジム・モーガン：カール・クレイグ・ジュニア
- 中谷マリ子：八重垣路子
- 青山順子：渥美マリ
- 柴田正子：八代順子
- 正夫之父：北原義郎

## 製作人員
- 導演：湯浅憲明
- 企画：藤田昌一、仲野和正
- 編劇：高橋二三
- 美術：矢野友久
- 音樂：廣瀬健次郎

## 連接
- Gamera web archive (Japanese)
- Variety Weekly. May 22, 1968.
- . Japanese Movie Database.   [2007-07-18]. （原始内容存档于2019-01-01） （日语）.
- 互联网电影数据库（IMDb）上《Gamera Versus Space Monster Viras》的资料（英文）
- 收藏的影片《Destroy All Planets》[更多内容]
- AllMovie上《Gamera Versus Space Monster Viras》的资料（英文）